# Hunnemannia fumariifolia
La amapola amarilla (Hunnemannia fumariifolia) es una especie de la familia Papaveraceae, son plantas herbáceas perennes, glabras, glaucas, con látex acuoso, amarillento; hojas finamente divididas en segmentos angostos; flores solitarias, grandes y vistosas, acopadas a rotáceas, actinomorfas, terminales sobre largos pedúnculos, receptáculo ligeramente dilatado; sépalos 2, precozmente caducos; pétalos 4, amplios, de color amarillo intenso, caedizos; estambres numerosos, filamentos relativamente cortos, anteras lineares; ovario angostamente cilindráceo, adelgazándose hacia el ápice en un corto estilo, estigma con 4 lóbulos divergentes; fruto linear a modo de cápsula silicuiforme con 10 costillas longitudinales evidentes; semillas numerosas, irregularmente obovoideo-subesféricas, algo apiculadas hacia el micrópilo, testa finamente reticulada.
El género Hunnemannia es endémico de zonas áridas de México. Se conoce de una porción del Altiplano y de la Sierra Madre Oriental, así como del estado de Oaxaca.

## Clasificación y descripción
Planta herbácea erecta, de (30) 40 a 80 cm (1 m) de alto; tallo escasa a abundantemente ramificado; hojas a veces dispuestas de manera muy próxima entre sí, obovadas en contorno general, de 5 a 14 cm de largo y de 3 a 6 cm de ancho, angostándose en la base en un peciolo angosto, aplanado, no muy bien definido, lámina profundamente disecta en segmentos oblongos a lineares, con el ápice obtuso; botones ovoides, de 1.5 a 1.8 cm de largo y 1 a 1.2 cm de ancho, sépalos ampliamente ovados, cóncavos; pétalos de color amarillo intenso, transovados o suborbiculares, de 2.5 a 4 cm de largo y 3 a 4.5 cm de ancho; filamentos amarillos, de unos 5 mm de largo, anteras anaranjadas, de unos 4 mm de largo; estigmas blancos; fruto linear, de 9 a 12 (14) cm de largo y 2 a 5 mm de ancho, dehiscente por medio de 2 valvas que se abren a lo largo; semillas aproximadamente de 2.5 mm de largo y 2.3 mm de ancho.

## Distribución
Coahuila, Nuevo León, Zacatecas, San Luis Potosí, Guanajuato, Hidalgo y Oaxaca. Especie difícil de encontrar y quizá vulnerable pero menos escasa en algunas regiones adyacentes.

## Hábitat
Especie relativamente poco representada, pues se ha colectado contadas veces en el noreste de Guanajuato; con toda probabilidad también existe en Querétaro. Se le encuentra de preferencia en lugares perturbados y a orillas de caminos, pero parece estar ligada a condiciones de aridez y a substrato rico en carbonato de calcio. Altitud 1150-1550 (2100) m s. n. m. Planta muy vistosa, que se puede encontrar en flor prácticamente durante todo el año.

## Estado de conservación
No se encuentra bajo algún estatus de protección.